# Silva Escura (Maia)
Silva Escura is een plaats (freguesia) in de Portugese gemeente Maia en telt 2113 inwoners (2001).